# Sandfields East
Sandfields East (en anglais) ou Dwyrain Traethmelyn (en gallois) est une communauté du borough de comté de Neath Port Talbot, au pays de Galles. Comme son nom l'indique, elle couvre la moitié orientale de Sandfields (en), un quartier résidentiel de Port Talbot sur le littoral du canal de Bristol.

## Démographie
Au recensement de 2011, la communauté de Sandfields East comptait 6 895 habitants.